# متلازمة نقص الحمض النووي المتقدري
متلازمة نقص الحمض النووي المتقدري (MDSأوMDDS/ إم دي دي إس أو إم دي إس) هي أحد الاضطرابات الصبغية الجسدية المتنحية تسبب نقصًا في الحمض النووي (DNA/دنا) للمقتدرات في النسيج المصاب. يمكن أن تكون الأعراض مزيجًا بين اعتلال عضلي واعتلال كبدي واعتلال دماغي عضلي. تؤثر هذه المتلازمة على نسيج العضلات والكبد أو كل من الدماغ والعضلات على التوالي. تعتبر هذه المتلازمة مُميتة إما خلال الحمل أو في مرحلة الطفولة الباكرة على الرغم من تسجيل حالات بقيت على قيد الحياة حتى سن المراهقة في النمط العضلي من المرض والبعض حتى سن البلوغ في النمط الدماغي العضلي منه. في الوقت الحالي لا يوجد أي علاج شافٍ لأي نمط من أنماط المتلازمة، على الرغم من أن بعض العلاجات الأولية أظهرت تراجعًا واضحًا في الأعراض.

## الأعراض والعلامات
كل أشكال المتلازمة نادرة جدًا. تسبب المتلازمة مجالًا واسعًا من الأعراض والعلامات التي يمكن أن تظهر عند حديثيّ الولادة، الأطفال، أو البالغين وذلك حسب نمط المتلازمة وتختلف الأعراض ضمن الصف الواحد.
في النمط المرتبط مع الطفرات في المورثة تي كي 2. ينمو الطفل بشكل طبيعي لكن ببلوغ السنة الثانية من العمر تبدأ بعض الأعراض بالظهور مثل، ضعف عضلي عام (يسمى نقص توتر) ووهن ونقص في القدرة على التحمل، بعض الأطفال يبدؤون بفقدان السيطرة على عضلاتهم في الفم والوجه والحلق وقد يواجهون صعوبة في البلع. ويمكن أن تُفقد المهارات الحركية المُكتسبة، ولكن بشكل عام وظائف الدماغ والقدرة على التفكير تبقى على حالها.
في النمط المرتبط مع الطفرات في المورثة إس يو سي إل إيه 2أو إس يو سي إل جي 1، يتأثر الدماغ والعضلات بداية ويظهر نقص التوتر عند الأطفال قبل الستة أشهر الأولى من العمر، ويحدث عندهم نقص في التعلم الحركي (تعلم المهارات الأساسية مثل المشي والتحدث، والحركة الإرادية المتناسقة). وغالبا ما ينحني العمود الفقري (جنف أو حُداب) وغالبًا ما يعاني الأطفال من حركات عضلية غير طبيعية (خلل توتر – كنع – حركات رقصية)، وصعوبة في الإطعام، وارتجاع معدي مريئي وفقدان حاسة السمع والتقزم وصعوبة في التنفس يمكن أن تؤدي إلى التهابات رئوية متكررة. وأحيانا يظهر الصرع.
في الشكل المرتبط مع الطفرات في المورثة آر آر إم 2 بي، يتأثر الدماغ والعضلات بدايةً ويظهر نقص التوتر في الأشهر الأولى من العمر، وتظهر أعراض الحُماض اللاكتيكي (إقياء وغثيان وتنفس سريع وعميق)، فشل النمو حيث يكون الرأس صغيرًا ويحدث تأخر في الحركة وصمم. تتأثر معظم أعضاء الجسم بالمتلازمة، حالة شارلي غراد مرتبطة بهذا الصنف من المتلازمة.
في الشكل المرتبط مع الطفرات في المورثة دي جي يو أو كي والذي يؤثر بالدرجة الأولى على الدماغ والكبد، يوجد له شكلان. الشكل ذو البدء الباكر والذي تكون أعراضه ناجمة عن اضطرابات في العديد من أعضاء الجسم وتظهر خلال الأسبوع الأول من الحياة وخاصة أعراض الحُماض اللاكتيكي، وكذلك نقص سكر الدم. خلال الأسابيع الأولى من الولادة يمكن أن يحدث لديهم قصور كبدي ويرقان وانتفاخ في البطن والعديد من المشاكل العصبية مثل التأخر التطوري وحركات عين غير مضبوطة. في هذا النمط النادر من الأمراض نادراً ما ترتبط الأعراض فقط بأمراض الكبد في مرحلة الرضاعة أو الطفولة.
في النمط المرتبط مع الطفرات في المورثة إم بّي في 17، يصاب الكبد والدماغ بدايةً، وتكون الأعراض مشابهة لتلك الموجودة في النمط المرتبط بالطفرات في مورثة ال دي جي يو أو كي وتظهر بعد الولادة بفترة قصير. بشكل عام المشاكل العصبية تكون أقل وأخف حدةً. هناك مجموعة فرعية من الناس أصولهم من قبيلة نافاجو يعانون من اعتلال عصبي كبدي خاص بشعب نافاجو، ويعانون بالإضافة لهذه الأعراض أيضًا من أن عظامهم تنكسر بسهولة دون أن تسبب ألمًا ومن الأيدي أو الأقدام المشوهة ومشاكل في قرنية العين.
في النمط المرتبط مع الطفرات في المورثة بّي أو إل جي. يُصاب الكبد والدماغ بدايةً، والأعراض تكون مختلفة كثيرًا ويمكن أن تظهر في أي عمر سواء بعد الولادة بفترة قصيرة وحتى عمر متقدم. العلامة الأولى للمرض هي اختلاجات مستعصية مع عدم ظهور علامات نمو هامة، غالبًا ما تحصل في الطفولة في عمر السنة وأحياناً قد تتأخر حتى عمر الخمس سنوات. تتضمن علامات المرض تأخرًا تطوريًا وتخلفًا عقليًا ونقص توتر (قوة عضلية منخفضة) و شُناج (تيبس الأطراف) ممكن أن يؤدي إلى شلل رباعي وخرف تصاعدي. واختلاجات يمكن أن تتضمن الصرع الجزئي المستمر وهو نمط من الاختلاجات يتصف بتقلصات عضلية مستمرة وقد يحدث ضمور بصري قد يؤدي غالبًا إلى العمى وقد يحدث صمم. بالإضافة إلى أعراض وعلامات قصور الكبد المزمن، والتي قد تكون غائبة، يعاني الكثير من الناس من قصور كبد قد يؤدي إلى فشل كبدي.
في الشكل المرتبط مع الطفرات في المورثة بّي إي أو1/ سي 10 أو أر إف 2، يصاب الكبد والدماغ بدايةً وتظهر الأعراض بعد فترة قصيرة بعد الولادة في سن الطفولة المبكرة وتتضمن الأعراض، نقص توتر وحماضًا لاكتيكيًا وتضخم كبد ومشاكل في الإطعام ونقص نمو وتأخر في المهارات الحركية المكتسبة، التطور العصبي يكون بطيئًا أو متوقفًا ويَظهر الصرع كذلك مشاكل حسية مثل ضعف السيطرة على حركات العينين والصمم، ومشاكل عصبية عضلية مثل غياب المنعكسات وضمور عضلي ونفضان وصرع.
في النمط المرتبط مع الطفرات في المورثة المرتبطة مع الطفرات في إي سي جي إف1/تي واي إم بّي والتي تؤثر بدايةً على الدماغ والجهاز الهضمي، يمكن أن تظهر الأعراض في أي عمر خلال السنوات الخمسين الأولى من الحياة؛ في أغلب الأحيان تظهر قبل أن يبلغ الشخص العشرين من عمره. يعد فقدان الوزن أمرًا شائعًا كذلك النقص في قدرة المعدة والأمعاء على التمدد والتقلص تلقائيًا وبالتالي الحركة خلالها (تسمى الحركية المعدية المعوية) - ويؤدي ذلك إلى الشعور بالشبع حتى عند تناول كميات صغيرة فقط من الطعام والغثيان وارتداد حمض المعدة، يعاني جميع الأفراد المصابين من فقدان الوزن والخلل المتصاعد في حركية الجهاز الهضمي الذي يظهر على هيئة إحساس بالشبع المبكر وغثيان وإقياء واسهال وآلام في المعدة وتورم. يصاب الناس أيضًا بالاعتلال العصبي، مع الشعور بالوهن والنخز. غالبًا ما توجد مشاكل عينية وتخلف عقلي.

## التشخيص
يعتمد التشخيص على الأعراض والعلامات التي تظهر في فترة الطفولة، متبوعةً بالفحوص السريرية و الاستقصاءات المخبرية (مثلا ارتفاع مستوى حمض اللبن) والتصوير الطبي وغالبًا ما يتم تأكيده وتحديده رسميًا بالفحص الجيني.

### التصنيف
تعتبر متلازمة نقص الدنا المتقدري مجموعة من الاضطرابات الجينية التي تَتشارك بإمراضية واحدة والتي هي نقص في الدنا الوظيفي في المتقدرات. بشكل عام، يوجد أربعة تصنيفات لهذه المتلازمة:
- الشكل الذي يؤثر بدايةً على العضلات وهو مرتبط مع الطفرات في المورثة تي كي 2
- الشكل الذي يؤثر بدايةً على الدماغ والعضلات وهو مرتبط مع الطفرات في المورثات إس يو سي إل إيه 2، إس يو سي إل جي1 و آر آر إم 2بي.
- الشكل الذي يؤثر بدايةً على الدماغ والكبد وهو مرتبط مع الطفرات في المورثات دي جي يو أو كي وإم بّي في 17 و بّي أو إل جي أو تي دبليو إن كي (الذي يسمى أيضًا بّي إي أو1)
- الشكل الذي يؤثر بدايةً على الدماغ والسبيل المعدي المعوي وهو مرتبط مع الطفرات في المورثة إي سي جي إف 1 (يدعى أيضًا تي واي إم بّي)

## العلاج
لا يوجد علاج شافٍ لهذه المتلازمة، لكن يمكن تدبير بعض الأعراض. بالنسبة للأحياء المصابين بهذه المتلازمة هناك علاج لضبط الصرع، ويساعد العلاج الفيزيائي على التحكم بالعضلات، وعند إصابة الكبد فإن زرع الكبد يمكن أن يكون ذا فائدة.